# Земельный суд

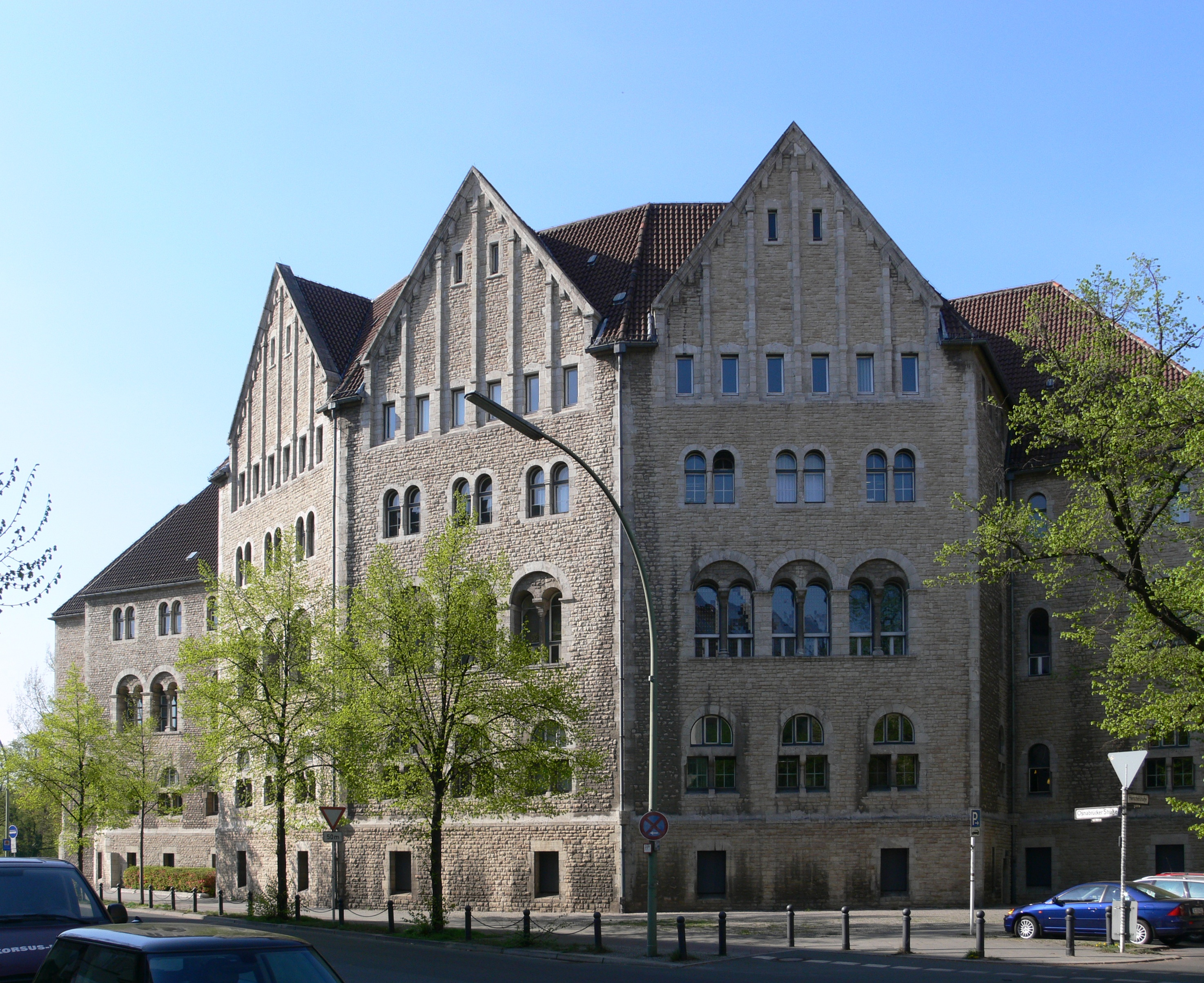
Земельный суд Берлина — крупнейший земельный суд Германии

Земельный суд (нем. Landgericht) — в Германии, Австрии, Швейцарии и Лихтенштейне суд второй инстанции общей юрисдикции (ordentliche Gerichtsbarkeit). Созданы в 1877 году. В подчинении земельного суда находятся несколько участковых судов, расположенных на его территории. Всего в Германии существует 115 земельных судов и 24 Высших судов федеральных земель.

## Структура
Каждый ландгерихт состоит из председателя (landgerichtspräsident), заместителя председателя, председательствующих судей (vorsitzender richter) (до 1970-х гг. в Германии — директоров земельных судов (landgerichtsdirektoren), в ГДР — главных судей (oberrichter)) и судей (richter, в Германии до 1970-х гг. — landgerichtsrat), в составе каждого из них существуют гражданская палата (zivilkammer), уголовная палата (strafkammer) и палата по торговым делам (kammer für handelssachen).

## Список земельных судов Германии
- Высший земельный суд Ростока
  - Земельный суд Нойбранденбурга (Landgericht Neubrandenburg)
  - Земельный суд Ростока (Landgericht Rostock)
  - Земельный суд Шверина (Landgericht Schwerin)
  - Земельный суд Штральзунда (Landgericht Stralsund)
- Бранденбургский высший земельный суд
  - Земельный суд Котбуса (Landgericht Cottbus)
  - Земельный суд Франкфурта-на-Одере (Landgericht Frankfurt (Oder))
  - Земельный суд Нойруппина (Landgericht Neuruppin)
  - Земельный суд Потсдама (Landgericht Potsdam)
- Камерный суд
  - Земельный суд Берлина (Landgericht Berlin)
- Высший земельный суд Наумбурга
  - Земельный суд Дессау-Рослау (Landgericht Dessau-Roßlau)
  - Земельный суд Галле (Landgericht Halle)
  - Земельный суд Магдебурга (Landgericht Magdeburg)
  - Земельный суд Штендаля (Landgericht Stendal)
- Высший земельный суд Дрездена
  - Земельный суд Хемница (Landgericht Chemnitz)
  - Земельный суд Дрездена (Landgericht Dresden)
  - Земельный суд Гёрлица (Landgericht Görlitz)
  - Земельный суд Лейпцига (Landgericht Leipzig)
  - Земельный суд Цвиккау (Landgericht Zwickau)
- Тюрингский высший земельный суд
  - Земельный суд Эрфурта (Landgericht Erfurt)
  - Земельный суд Геры (Landgericht Gera)
  - Земельный суд Майнингена (Landgericht Meiningen)
  - Земельный суд Мюльхаузена (Landgericht Mühlhausen)
- Шлезвиг-гольштейнский высший земельный суд
  - Земельный суд Фленсбурга (Landgericht Flensburg)
  - Земельный суд Ицехо (Landgericht Itzehoe)
  - Земельный суд Киля (Landgericht Kiel)
  - Земельный суд Любека (Landgericht Lübeck)
- Высший земельный суд Целле
  - Земельный суд Бюккебурга (Landgericht Bückeburg)
  - Земельный суд Ганновера (Landgericht Hannover)
  - Земельный суд Хильдесхайма (Landgericht Hildesheim)
  - Земельный суд Люнебурга (Landgericht Lüneburg)
  - Земельный суд Штаде (Landgericht Stade)
  - Земельный суд Фердена (Landgericht Verden)
- Высший земельный суд Ольденбурга
  - Земельный суд Ауриха (Landgericht Aurich)
  - Земельный суд Ольденбурга (Landgericht Oldenburg)
  - Земельный суд Оснабрюка (Landgericht Osnabrück)
- Высший земельный суд Брауншвейга
  - Земельный суд Брауншвейга (Landgericht Braunschweig)
  - Земельный суд Гёттингена (Landgericht Göttingen)
- Ганзейский высший земельный суд
  - Земельный суд Гамбурга (Landgericht Hamburg)
- Ганзейский высший земельный суд Бремена
  - Земельный суд Бремена (Landgericht Bremen)
- Высший земельный суд Хамма
  - Земельный суд Арнсберга (Landgericht Arnsberg)
  - Земельный суд Билефельда (Landgericht Bielefeld)
  - Земельный суд Бохума (Landgericht Bochum)
  - Земельный суд Детмольда (Landgericht Detmold)
  - Земельный суд Дортмунда (Landgericht Dortmund)
  - Земельный суд Эссена (Landgericht Essen)
  - Земельный суд Хагена (Landgericht Hagen)
  - Земельный суд Мюнстера (Landgericht Münster)
  - Земельный суд Падеборна (Landgericht Paderborn)
  - Земельный суд Зигена (Landgericht Siegen)
- Высший земельный суд Дюссельдорфа
  - Земельный суд Дуйсбурга (Landgericht Duisburg)
  - Земельный суд Дюссельдорфа (Landgericht Düsseldorf)
  - Земельный суд Клеве (Landgericht Kleve)
  - Земельный суд Крефельда (Landgericht Krefeld)
  - Земельный суд Мёнхенгладбаха (Landgericht Mönchengladbach)
  - Земельный суд Вупперталя (Landgericht Wuppertal)
- Высший земельный суд Кёльна
  - Земельный суд Аахена (Landgericht Aachen)
  - Земельный суд Бонна (Landgericht Bonn)
  - Земельный суд Кёльна (Landgericht Köln)
- Высший земельный суд Кобленца
  - Земельный суд Бад Кройцнаха (Landgericht Bad Kreuznach)
  - Земельный суд Кобленца (Landgericht Koblenz)
  - Земельный суд Майнца (Landgericht Mainz)
  - Земельный суд Трира (Landgericht Trier)
- Саарландский высший земельный суд
  - Земельный суд Саарбрюккена (Landgericht Saarbrücken)
- Высший земельный суд Франкфурта-на-Майне
  - Земельный суд Дармштадта (Landgericht Darmstadt)
  - Земельный суд Франкфурта-на-Майне (Landgericht Frankfurt am Main)
  - Земельный суд Фульды (Landgericht Fulda)
  - Земельный суд Гиссена (Landgericht Gießen)
  - Земельный суд Ханау (Landgericht Hanau)
  - Земельный суд Касселя (Landgericht Kassel)
  - Земельный суд Лимбурга (Landgericht Limburg)
  - Земельный суд Марбурга (Landgericht Marburg)
  - Земельный суд Висбадена (Landgericht Wiesbaden)
- Пфальцский высший земельный суд
  - Земельный суд Франкенталя (Landgericht Frankenthal (Pfalz))
  - Земельный суд Кайзерлаутерна (Landgericht Kaiserslautern)
  - Земельный суд Ландау (Landgericht Landau i. d. Pfalz)
  - Земельный суд Цвайбрюккена (Landgericht Zweibrücken)
- Высший земельный суд Карлсруе
  - Земельный суд Баден-Бадена (Landgericht Baden-Baden)
  - Земельный суд Фрайбурга (Landgericht Freiburg)
  - Земельный суд Хайдельберга (Landgericht Heidelberg)
  - Земельный суд Карлсруе (Landgericht Karlsruhe)
  - Земельный суд Констанца (Landgericht Konstanz)
  - Земельный суд Манхейма (Landgericht Mannheim)
  - Земельный суд Мосбаха (Landgericht Mosbach)
  - Земельный суд Оффенбурга (Landgericht Offenburg)
  - Земельный суд Вальдсхут-Тингена (Landgericht Waldshut-Tiengen)
- Высший земельный суд Штутгарта
  - Земельный суд Элльвангена (Landgericht Ellwangen/Jagst)
  - Земельный суд Хехингена (Landgericht Hechingen)
  - Земельный суд Хайльбронна (Landgericht Heilbronn)
  - Земельный суд Рафенсбурга (Landgericht Ravensburg)
  - Земельный суд Роттвайля (Landgericht Rottweil)
  - Земельный суд Штутгарта (Landgericht Stuttgart)
  - Земельный суд Тюбингена (Landgericht Tübingen)
  - Земельный суд Ульма (Landgericht Ulm)
- Высший земельный суд Мюнхена
  - Земельный суд Аугсбурга (Landgericht Augsburg)
  - Земельный суд Деггендорфа (Landgericht Deggendorf)
  - Земельный суд Ингольштадта (Landgericht Ingolstadt)
  - Земельный суд Кемптена (Landgericht Kempten)
  - Земельный суд Ландсхута (Landgericht Landshut)
  - Земельный суд Меммингена (Landgericht Memmingen)
  - Земельный суд Мюнхена I (Landgericht München I)
  - Земельный суд Мюнхена II (Landgericht München II)
  - Земельный суд Пассау (Landgericht Passau)
  - Земельный суд Траунштейна (Landgericht Traunstein)
- Высший земельный суд Бамберга
  - Земельный суд Ашаффенбурга (Landgericht Aschaffenburg)
  - Земельный суд Бамберга (Landgericht Bamberg)
  - Земельный суд Байройта (Landgericht Bayreuth)
  - Земельный суд Кобурга (Landgericht Coburg)
  - Земельный суд Хофа (Landgericht Hof/Saale)
  - Земельный суд Швайнфурта (Landgericht Schweinfurt)
  - Земельный суд Вюрцбурга (Landgericht Würzburg)

## Земельные суды Австрии
- Высший земельный суд Вены
  - Земельный суд Вены по гражданским делам (Landesgericht für Zivilrechtssachen Wien)
  - Земельный суд Вены по уголовным делам (Landesgericht für Strafsachen Wien)
  - Торговый суд Вены (Handelsgericht Wien)
  - Трудовой и социальный суд Вены (Arbeits- und Sozialgericht Wien)
  - Земельный суд Санкт-Пёльтена (Landesgericht St. Pölten)
  - Земельный суд Корнойбурга (Landesgericht Korneuburg)
  - Земельный суд Кремса (Landesgericht Krems an der Donau)
  - Земельный суд Венского Нойштадта (Landesgericht Wiener Neustadt)
  - Земельный суд Айзенштадта (Landesgericht Eisenstadt)
- Высший земельный суд Граца
  - Земельный суд Граца по уголовным делам (Landesgericht für Strafsachen Graz)
  - Земельный суд Граца по гражданским делам (Landesgericht für Zivilrechtssachen Graz)
  - Земельный суд Леобена (Landesgericht Leoben)
  - Земельный суд Клагенфурта (Landesgericht Klagenfurt)
- Высший земельный суд Линца
  - Земельный суд Линца (Landesgericht Linz)
  - Земельный суд Рида (Landesgericht Ried im Innkreis)
  - Земельный суд Штейра (Landesgericht Steyr)
  - Земельный суд Вельса (Landesgericht Wels)
  - Земельный суд Зальцбурга (Landesgericht Salzburg)
- Высший земельный суд Инсбрука
  - Земельный суд Инсбрука (Landesgericht Innsbruck)
  - Земельный суд Фельдкирха (Landesgericht Feldkirch)

## Земельные суды Второго рейха, Веймарской республики и нацистской Германии

### Земельные суды Пруссии
- Высший земельный суд Кёнигсберга (Восточная Пруссия)
  - (Административный округ Кёнигсберг)
    - Земельный суд Кёнигсберга
    - Земельный суд Бартенштейна
    - Земельный суд Браунсберга

  - (Административный округ Алленштейн)
    - Земельный суд Алленштейна
    - Земельный суд Лика

  - (Административный округ Гумбиннен)
    - Земельный суд Инстербурга
    - Земельный суд Мемеля (до 1919 года)
    - Земельный суд Тильзита
- Высший земельный суд Мариенвердера (Западная Пруссия)
  - (Административный округ Данциг)
    - Земельный суд Данцига (до 1919 года)
    - Земельный суд Эльбинга

  - (Административный округ Мариенвердер)
    - Земельный суд Торна (до 1919 года)
    - Земельный суд Грауденца (до 1919 года)
    - Земельный суд Коница
- Высший земельный суд Позена (Позен)
  - (Административный округ Позен)
    - Земельный суд Позена (до 1919 года)
    - Земельный суд Лиссы (до 1919 года)
    - Земельный суд Мезерица (до 1919 года)
    - Земельный суд Острово (до 1919 года)

  - (Административный округ Бромберг)
    - Земельный суд Бромберга (до 1919 года)
    - Земельный суд Шнайдемюля (Landgericht Schneidemühl)
- Высший земельный суд Бреслау (Силезия)
  - (Административный округ Бреслау)
    - Земельный суд Бреслау (Landgericht Breslau)
    - Земельный суд Швайдница
    - Земельный суд Брига
    - Земельный суд Глаца
    - Земельный суд Оельсса

  - (Административный округ Лигниц)
    - Земельный суд Лигница
    - Земельный суд Гёрлица
    - Земельный суд Глогау
    - Земельный суд Хиршберга

  - (Административный округ Оппельн)
    - Земельный суд Оппельнна
    - Земельный суд Бойтена
    - Земельный суд Гляйвица
    - Земельный суд Найссе
    - Земельный суд Ратибора
- Высший земельный суд Штеттина (Померания)
  - (Административный округ Штеттин)
    - Земельный суд Штеттина (Landgericht Stettin)
    - Земельный суд Штаргарда (Landgericht Stargard)

  - (Административный округ Кёслин)
    - Земельный суд Кёслина (Landgericht Köslin)
    - Земельный суд Штольпа (Landgericht Stolp)

  - (Административный округ Штральзунд)
    - Земельный суд Грайфсвальда (Landgericht Greifswald)
- Камерный суд (Бранденбург)
  - (Административный округ Берлин)
    - Земельный суд Берлина (Landgericht Berlin)

  - (Административный округ Франкфурт)
    - Земельный суд Франкфурта-на-Одере (Landgericht Frankfurt (Oder))
    - Земельный суд Котбуса (Landgericht Cottbus)
    - Земельный суд Ландсберга
    - Земельный суд Губена (Landgericht Guben)

  - (Административный округ Потсдам)
    - Земельный суд Потсдама (Landgericht Potsdam)
    - Земельный суд Пренцлау (Landgericht Prenzlau)
    - Земельный суд Нойруппина (Landgericht Neuruppin)
- Высший земельный суд Наумбурга (Саксония)
  - (Административный округ Магдебург)
    - Земельный суд Магдебурга
    - Земельный суд Хальберштадта (Landgericht Halberstadt)
    - Земельный суд Штендаля

  - (Административный округ Мерзебург)
    - Земельный суд Галле
    - Земельный суд Наумбурга (Landgericht Naumburg)
    - Земельный суд Торгау (Landgericht Torgau)

  - (Административный округ Эрфурт)
    - Земельный суд Эрфурта
    - Земельный суд Нордхаузена
- Высший земельный суд Киля (Шлезвиг-Гольштейн)
  - Земельный суд Киля
  - Земельный суд Альтоны (Landgericht Altona)
  - Земельный суд Фленсбурга
- Высший земельный суд Целле (Ганновер)
  - (Административный округ Аурих)
    - Земельный суд Ауриха (Landgericht Aurich)

  - (Административный округ Хильдесхайм)
    - Земельный суд Хильдесхайма (Landgericht Hildesheim)
    - Земельный суд Гёттингена (Landgericht Göttingen)

  - (Административный округ Ганновер)
    - Земельный суд Ганновера (Landgericht Hannover)

  - (Административный округ Люнебург)
    - Земельный суд Люнебурга (Landgericht Lüneburg)

  - (Административный округ Оснабрюк)
    - Земельный суд Оснабрюка (Landgericht Osnabrück)

  - (Административный округ Штаде)
    - Земельный суд Штаде (Landgericht Stade)
    - Земельный суд Фердена (Landgericht Verden)
- Высший земельный суд Хамма (Вестфалия)
  - (Административный округ Арнсберг)
    - Земельный суд Арнсберга (Landgericht Arnsberg)
    - Земельный суд Бохума (Landgericht Bochum)
    - Земельный суд Дортмунда (Landgericht Dortmund)
    - Земельный суд Хагена (Landgericht Hagen)

  - (Административный округ Минден)
    - Земельный суд Билефельда (Landgericht Bielefeld)
    - Земельный суд Падеборна (Landgericht Paderborn)

  - (Административный округ Мюнстер)
    - Земельный суд Мюнстера (Landgericht Münster)
- Высший земельный суд Кёльна (Рейнская провинция)
  - (Административный округ Аахен)
    - Земельный суд Аахена (Landgericht Aachen)

  - (Административный округ Кёльн)
    - Земельный суд Кёльна (Landgericht Köln)
    - Земельный суд Бонна (Landgericht Bonn)

  - (Административный округ Дюссельдорф)
    - Земельный суд Дюссельдорфа (Landgericht Düsseldorf)
    - Земельный суд Дуйсбурга (Landgericht Duisburg)
    - Земельный суд Эссена (Landgericht Essen)
    - Земельный суд Клеве (Landgericht Kleve)
    - Земельный суд Эльберфельда

  - (Административный округ Кобленц)
    - Земельный суд Кобленца (Landgericht Koblenz)
    - Земельный суд Нойвида

  - (Административный округ Трира)
    - Земельный суд Трира (Landgericht Trier)
    - Земельный суд Саарбрюккена (Landgericht Saarbrücken)

  - (Административный округ Зигмаринген)
    - Земельный суд Хехингена
- Высший земельный суд Франкфурта-на-Майне (Гессен-Нассау)
  - (Административный округ Кассель)
    - Земельный суд Касселя (Landgericht Kassel)
    - Земельный суд Ханау (Landgericht Hanau)
    - Земельный суд Марбурга (Landgericht Marburg)

  - (Административный округ Висбаден)
    - Земельный суд Висбадена (Landgericht Wiesbaden)
    - Земельный суд Франкфурта-на-Майне (Landgericht Frankfurt am Main)
    - Земельный суд Лимбурга (Landgericht Limburg)

### Земельные суды Мекленбурга
- Земельный суд Ростока (Landgericht Rostock)
- Земельный суд Шверина (Landgericht Schwerin)
- Земельный суд Гюстрова (Landgericht Güstrow)
- Земельный суд Нойбранденбурга (Landgericht Neubrandenburg)
- Земельный суд Нойштрелица (Landgericht Neustrelitz)

### Земельные суды Анхальта
- Земельный суд Дессау (Landgericht Dessau)

### Земельные суды Саксонии
- Высший земельный суд Дрездена
  - Земельный суд Лейпцига (Landgericht Leipzig)
  - Земельный суд Дрездена (Landgericht Dresden)
  - Земельный суд Хемница (Landgericht Chemnitz)
  - Земельный суд Цвиккау (Landgericht Zwickau)
  - Земельный суд Баутцена (Landgericht Bautzen)
  - Земельный суд Плаэна (Landgericht Plauen)
  - Земельный суд Фрайберга (Landgericht Freiberg)

### Земельные суды Тюрингии
- Тюрингский высший земельный суд
  - Земельный суд Геры (Landgericht Gera)
  - Земельный суд Мейнингена (Landgericht Meiningen)
  - Земельный суд Мюльхаузена (Landgericht Mühlhausen)
  - Земельный суд Альтенбурга (Landgericht Altenburg)
  - Земельный суд Айзенаха (Landgericht Eisenach)
  - Земельный суд Готы (Landgericht Gotha)
  - Земельный суд Грейца (Landgericht Greiz)
  - Земельный суд Нордхаузена (Landgericht Nordhausen)
  - Земельный суд Рудольштадта (Landgericht Rudolstadt)
  - Земельный суд Веймара (Landgericht Weimar)

### Земельные суды ганзейских городов
- Ганзейский высший земельный суд
  - Земельный суд Гамбурга (Landgericht Hamburg)
  - Земельный суд Бремена (Landgericht Bremen)
  - Земельный суд Любека (Landgericht Lübeck)

### Земельные суды Ольденбурга
- Высший земельный суд Ольденбурга
  - Земельный суд Ольденбурга (Landgericht Oldenburg)

### Земельные суды Брауншвейга
- Высший земельный суд Брауншвейга
  - Земельный суд Брауншвейга (Landgericht Braunschweig)

### Земельные суды Шаумбург-Липпе
- Земельный суд Бюккебурга (Landgericht Bückeburg)

### Земельные суды Липпе
- Земельный суд Детмольда (Landgericht Detmold)

### Земельные суды Гессена
- Высший земельный суд Дармштадта
  - Земельный суд Дармштадта (Landgericht Darmstadt)
  - Земельный суд Гиссена (Landgericht Gießen)
  - Земельный суд Майнца (Landgericht Mainz)

### Земельные суды Бадена
- Высший земельный суд Карлсруе
  - (Земельный комиссарский округ Карлсруе)
    - Земельный суд Карлсруе (Landgericht Karlsruhe)

  - (Земельный комиссарский округ Фрайбург)
    - Земельный суд Фрайбурга (Landgericht Freiburg)
    - Земельный суд Оффенбурга (Landgericht Offenburg)

  - (Земельный комиссарский округ Констанц)
    - Земельный суд Констанца (Landgericht Konstanz)
    - Земельный суд Вальдсхут-Тингена (Landgericht Waldshut-Tiengen)

  - (Земельный комиссарский округ Маннхейм)
    - Земельный суд Манхейма (Landgericht Mannheim)
    - Земельный суд Мосбаха (Landgericht Mosbach)

### Земельные суды Вюртемберга
- Высший земельный суд Штутгарта
  - Земельный суд Элльвангена (Landgericht Ellwangen/Jagst)
  - Земельный суд Хайльбронна (Landgericht Heilbronn)
  - Земельный суд Рафенсбурга (Landgericht Ravensburg)
  - Земельный суд Ротвайля (Landgericht Rottweil)
  - Земельный суд Штутгарта (Landgericht Stuttgart)
  - Земельный суд Тюбингена (Landgericht Tübingen)
  - Земельный суд Ульма (Landgericht Ulm)

### Земельные суды Баварии
- Верховный земельный суд Баварии (Bayerisches Oberstes Landesgericht)
  - Высший земельный суд Мюнхена
    - (Верхняя Бавария)
      - Земельный суд Мюнхена I (Landgericht München I)
      - Земельный суд Мюнхена II (Landgericht München II)
      - Земельный суд Ингольштадта (Landgericht Ingolstadt)
      - Земельный суд Траунштейна (Landgericht Traunstein)

    - (Нижняя Бавария)
      - Земельный суд Деггендорфа (Landgericht Deggendorf)
      - Земельный суд Ландсхута (Landgericht Landshut)
      - Земельный суд Меммингена (Landgericht Memmingen)
      - Земельный суд Пассау (Landgericht Passau)

  - Высший земельный суд Аугсбурга (Oberlandesgericht Augsburg) (Швабия)
    - Земельный суд Аугсбурга (Landgericht Augsburg)
    - Земельный суд Кемптена (Landgericht Kempten)
    - Земельный суд Меммингена (Landgericht Memmingen)
    - Земельный суд Нойбурга (Landgericht Neuburg an der Donau)
    - Земельный суд Айхштета (Landgericht Eichstätt)

  - Высший земельный суд Бамберга
    - (Нижняя Франкония)
      - Земельный суд Ашаффенбурга (Landgericht Aschaffenburg)
      - Земельный суд Швайнфурта (Landgericht Schweinfurt)
      - Земельный суд Вюрцбурга (Landgericht Würzburg)

    - (Верхняя Франкония)
      - Земельный суд Бамберг (Landgericht Bamberg)
      - Земельный суд Байройт (Landgericht Bayreuth)
      - Земельный суд Кобурга (Landgericht Coburg)
      - Земельный суд Хофа (Landgericht Hof/Saale)

  - Высший земельный суд Нюрнберга
    - (Верхний Пфальц)
      - Земельный суд Амберга (Landgericht Amberg)
      - Земельный суд Регенсбурга (Landgericht Regensburg)
      - Земельный суд Вайдена (Landgericht Weiden in der Oberpfalz)

    - (Средняя Франкония)
      - Земельный суд Ансбаха (Landgericht Ansbach)
      - Земельный суд Нюрнберга-Фюрта (Landgericht Nürnberg-Fürth)

  - Высший земельный суд Цвайбрюккена (Пфальц)
    - Земельный суд Франкенталя (Landgericht Frankenthal (Pfalz))
    - Земельный суд Кайзерслаутерна (Landgericht Kaiserslautern)
    - Земельный суд Ландау (Landgericht Landau i. d. Pfalz)
    - Земельный суд Цвайбрюккена (Landgericht Zweibrücken)

### Земельные суды в рейхсгау (1938—1945)
- Высший земельный суд Данцига (Oberlandesgericht Danzig) (Рейхсгау Данциг-Западная Пруссия)
  - Земельный суд Данцига (Landgericht Danzig)
  - Земельный суд Бромберга (Landgericht Bromberg)
  - Земельный суд Эльбинга (Landgericht Elbing)
  - Земельный суд Грауденца (Landgericht Graudenz)
  - Земельный суд Коница (Landgericht Konitz)
  - Земельный суд Мариенвердера (Landgericht Marienwerder)
  - Земельный суд Торна (Landgericht Thorn)
- Высший земельный суд Лейтмерица (Oberlandesgericht Leitmeritz) (Рейхсгау Судетенланд)
  - Земельный суд Бомиш-Лайпы (Landgericht Böhmisch-Leipa)
  - Земельный суд Брюкса (Landgericht Brüx)
  - Земельный суд Эгера (Landgericht Eger)
  - Земельный суд Лейтмерица (Landgericht Leitmeritz)
  - Земельный суд Мэриш-Шёнберга (Landgericht Mährisch Schönberg)
  - Земельный суд Нойтишайна (Landgericht Neutischein)
  - Земельный суд Райхенберга (Landgericht Reichenberg)
  - Земельный суд Траутенау (Landgericht Trautenau)
  - Земельный суд Троппау (Landgericht Troppau)